# Каштаны (Краснодарский край)
Каштаны — село в Адлерском районе муниципального образования город-курорт Сочи Краснодарского края России. Входит в состав Кудепстинского сельского округа.

## География
Село находится на крайнем юге края, в предгорной зоне к востоку от Хосты, около реки Кудеспта. Рельеф местности в основном холмистый с ярко выраженными колебаниями относительных высот.

## История
Согласно Закону Краснодарского края от 1 апреля 2004 года № 679-КЗ село Каштаны вошло в состав образованного муниципального образования город-курорт Сочи.

## Население
| 2002 | 2010 |
| ---- | ---- |
| 529  | ↗664 |

Национальный состав
Согласно результатам переписи 2002 года: армяне — 50 %, русские — 44 %.

## Инфраструктура
Социальные объекты в населённом пункте отсутствуют. Имеется православный храм.
Развит туризм.